# سودان (تگزاس)
سودان، تگزاس (به انگلیسی: Sudan, Texas) یک شهر در ایالات متحده آمریکا با جمعیت ۱٬۰۳۹ نفر است که در تگزاس واقع شده‌است.

## موقعیت جغرافیایی
موقعیت جغرافیایی شهرها و مناطق اطراف به شرح زیر است: